# 刘宗翰
刘宗翰（1915年—），字伯申，辽宁双山人，中华民国外交官。
刘宗翰早年就读于中央政治大学外交系、中央训练团党政班第二十期。毕业后，曾任贵州省都匀县政府科长、外交部亚东司科员。后出使各国，历任中华民国驻印度加尔各答总领馆随习领事、驻缅甸仰光总领馆副领事、驻埃及亞歷山卓领馆领事衔副领事兼代理馆务、驻埃及大使馆二等秘书、驻危地马拉总领馆总领事、驻危地马拉公使馆代办、驻泰国大使馆参事、驻南非约翰内斯堡总领馆总领事。1962年，出任外交部亚东太平洋司司长。1967年任中华民国驻秘鲁大使。1971年中华民国与秘鲁断交后，回国出任外交部中南美司司长。1972年任侨务委员会副委员长。1975年又任中华民国驻菲律宾马尼拉太平洋文化经济中心负责人。

## 荣誉

### 中华民国勋章奖章
- 二等景星勋章（1967年5月6日批准[2]）